# Voorwaarts Mollem
Voorwaarts Mollem was een Belgische voetbalclub uit Mollem. De club sloot in 1973 aan bij de KBVB met stamnummer 7924. 
In 2019 fuseerde de club met Juve Mollem tot SA Juve Mollem VW

## Geschiedenis
Voorwaarts Mollem sloot in mei 1973 aan bij de KBVB met geel en rood als clubkleuren en startte in Vierde Provinciale.
In het elfde seizoen in Vierde Provinciale, 1983-1984, behaalde Mollem de kampioenstitel en mocht naar Derde Provinciale.
Voorwaarts kon het eerste seizoen het behoud veilig stellen, maar in het tweede seizoen ging het mis.
De club belandde opnieuw in Vierde Provinciale en zou pas in 2004 terugkeren naar het derde provinciale niveau met een tweede kampioenstitel in Vierde Provinciale.
Voorwaarts Mollem kon ditmaal vier seizoenen standhouden, tot in 2008 een nieuwe degradatie naar Vierde Provinciale volgde.
Het verblijf in Vierde Provinciale was van zeer korte duur, want in de lente van 2009 mocht men voor de derde keer een kampioenstitel in Vierde Provinciale vieren.
De club presteerde ook erg goed in het volgende seizoen, 2009-2010, wat met een historische vijfde plaats in Derde Provinciale werd bekroond.
In 2015 eindigde Voorwaarts Mollem laatste in zijn reeks en moest naar Vierde Provinciale.
Net als in 2008-2009 kon men meteen terugkeren met een kampioenenviering, meteen de vierde en laatste kampioenstitel in Vierde Provinciale voor de club.
De laatste drie seizoen in de clubgeschiedenis werden in Derde Provinciale afgewerkt. Mollem eindigde telkens in de onderste regionen. 
In 2019 besloot men met buur Juvé Mollem te fuseren, Voorwaarts bracht de seniorenploegen aan, Juvé de jeugdploegen. Men ging verder onder het stamnummer van Juve Mollem.